# Union Postale

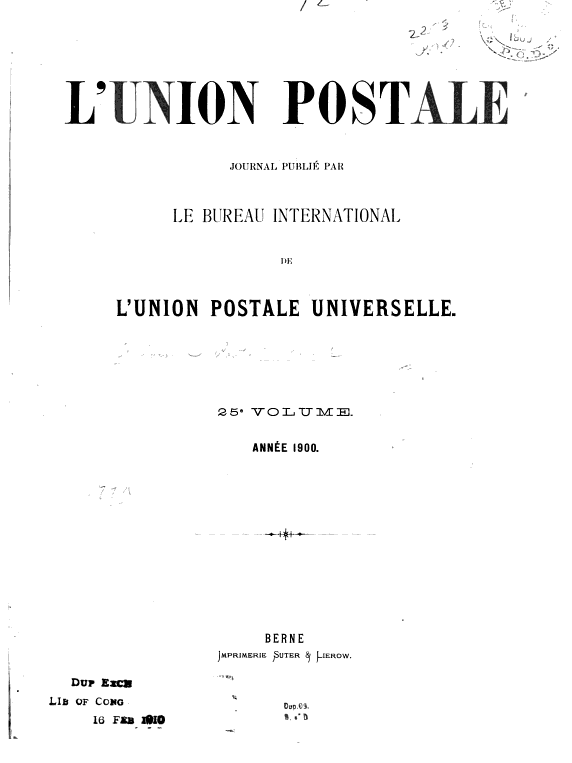
Ausgabe im 25. Jahrgang von 1900.

Union Postale, ursprünglich „L’Union Postale“, ist der Name der seit 1875 in Bern erscheinenden Publikation des Weltpostvereins, die als offizielles Organ vom Internationalen Büro des Weltpostvereins herausgegeben wird. Seit Ausgabe 1/2007 wurde der Untertitel „Der Postsektor im Vormarsch“ eingeführt und mit Ausgabe 3/2009 um „seit 1875“ ergänzt.
Das Magazin berichtet über die Aktivitäten des Weltpostvereins sowie über Geschehnisse und Entwicklungen im weltweiten Postsektor. Es enthält Berichte über wichtige und aktuelle Themen, die den Postsektor betreffen, sowie Interviews mit führenden Persönlichkeiten aus der Welt der Post. Die in Farbe erscheinende Publikation wird an die Postbetreiber in den 192 Mitgliedsländern verteilt und dient als Informationsquelle. Union Postale wird auf Forest-Stewardship-Council-zertifiziertem Papier und mit nachhaltig hergestellter Farbe gedruckt.

## Sprachausgaben
Ab dem 1. Oktober 1875 erschien die Zeitschrift in den drei Sprachen: französisch, deutsch und englisch. Alle drei Sprachen standen gleichberechtigt auf einer Seite nebeneinander in jeweils einer eigenen Spalte. Somit konnte der Leser, wenn er wollte, gleichzeitig noch seine Fremdsprachenkenntnisse erweitern. Auf Beschluss des VIII. Weltpostkongress 1920 in Madrid kam als Publikationssprache spanisch hinzu. Die Artikel standen, in der Monatszeitschrift, weiterhin in Spalten nebeneinander.
Nach dem Zweiten Weltkrieg wurde auf dem XII. Weltpostkongress 1947 in Paris beschlossen die Zeitschrift um die arabische und chinesische Sprache zu erweitern und die deutsche Sprache durch die russische zu ersetzen. Bereits beim nächsten Weltpostkongress 1952 in Brüssel wurde die deutsche Sprache als Publikationssprache wieder zugelassen. Durch diese Vielzahl an Sprachen war das Drucken in mehreren Spalten nicht mehr sinnvoll möglich und man entschied sich für jede Sprache eine einzelne Ausgabe anzufertigen, wobei die monatliche französische Ausgabe die Hauptausgabe bildet, inklusive eventueller Schaubilder und Grafiken. Die anderen Sprachversionen sind im Anschluss gedruckt und enthielten nur noch den übersetzten Text. Spätestens in den 1980er Jahren wurde auf zweimonatliches Erscheinen und spätestens 1999 auf quartalsweises Erscheinen umgestellt. Erst seit 2007 erscheint jede Sprachpublikation mit dem gleichen Layout und mit den jeweiligen Bildern.